# Paul Malignaggi
Paul „Paulie“ Malignaggi (* 23. November 1980 in New York City) ist ein US-amerikanischer Profiboxer italienischer Abstammung, ehemaliger IBF-Weltmeister im Halbweltergewicht und ehemaliger WBA-Weltmeister im Weltergewicht.

## Amateurkarriere
Der Sohn sizilianischer Einwanderer begann im Alter von 16 Jahren mit dem Boxsport. Er gewann in den Jahren 1998 und 2001 jeweils die New York Golden Gloves, sowie im Jahr 2000 die Bronzemedaille bei der National Police Athletic League (PAL). Bei den US-Juniorenmeisterschaften 1999 und den National Golden Gloves 2000, erreichte er jeweils das Viertelfinale.
2001 gewann Malignaggi die Goldmedaille im Leichtgewicht, bei den US-amerikanischen Meisterschaften in Colorado Springs.

## Profikarriere
Am 7. Juli 2001 bestritt er seinen ersten Profiboxkampf und gewann durch K. o. in der ersten Runde. Auch in seinen nächsten 20 Kämpfen blieb er ungeschlagen; dabei besiegte er unter anderem Kevin Watts (18-2), Roman Martínez (40-9) und Ramiro Cano (18-1). Am 4. Dezember 2004 gewann er vorzeitig gegen Sandro Casamonica (34-4) und wurde somit Internationaler Meister der WBC im Halbweltergewicht. Nach einem Punktesieg gegen Jeremy Yelton (16-1), gewann er am 10. Februar 2006 auch noch den Amerikanisch-Kontinentalen Meistertitel der WBC, durch Punktesieg gegen Donald Camarena (16-1).
Am 10. Juni 2006 erhielt er im Madison Square Garden von New York City, einen WM-Titelkampf der WBO im Halbweltergewicht. Im Kampf gegen den ungeschlagenen Titelträger Miguel Cotto (26-0, 22 K. o.) musste Malignaggi in der zweiten Runde erstmals in seiner Profikarriere zu Boden, erlitt eine schwere Cutverletzung am linken Auge und ein gebrochenes Jochbein. Nach den vollen zwölf Runden wurde Cotto zum einstimmigen Punktsieger erklärt und verteidigte seinen WM-Gürtel damit zum bereits sechsten Mal in Folge.
Im Februar 2007 besiegte er Edner Cherry (21-4), späterer WM-Herausforderer von Timothy Bradley. Am 16. Juni 2007 durfte er in Uncasville um den WM-Titel der IBF im Halbweltergewicht boxen und gewann dabei einstimmig nach Punkten gegen Lovemore N’dou (45-8). N’dou zog in dem Kampf gegen den boxtechnisch überlegenen Malignaggi nahezu alle Register. So wechselte er beispielsweise die Auslage, wurde in der dritten, fünften, sechsten und elften Runde für regelwidrige Schläge auf die Nieren und den Hinterkopf ermahnt und mit Punktabzug bestraft, zudem ging er in Runde 9 zu Boden.
Im Januar 2008 verteidigte Malignaggi seinen WM-Titel gegen den in Kamerun geborenen Kanadier Herman Ngoudjo (16-1) einstimmig nach Punkten. Im Mai 2008 bestritt er einen Rückkampf gegen Lovemore N’dou, den er nach zwölf Runden nur knapp durch Mehrheitsentscheidung (Split Decision) gewinnen konnte. Anschließend legte Malignaggi den WM-Titel nieder, um am 22. November 2008 gegen Ricky Hatton (44-1) um die IBO-Weltmeisterschaft anzutreten. Dabei wurde er jedoch vom erfahreneren Briten ausgeboxt und lag nach Punkten aussichtslos zurück, weshalb Malignaggis Trainer Buddy McGirt in der elften Runde das Handtuch warf.
Am 22. August 2009 verlor er beim Kampf um die Nordamerikanische Meisterschaft der WBO umstritten nach Punkten gegen Juan Díaz (34-2), gewann jedoch den Rückkampf am 12. Dezember 2009 einstimmig. Am 15. Mai 2010 boxte er gegen Amir Khan (22-1) um die WBA-WM im Halbweltergewicht, war jedoch völlig chancenlos und wurde schwer angeschlagen in der elften Runde vom Ringrichter aus dem Kampf genommen.
Erst nach über sieben Monaten kehrte Malignaggi in den Ring zurück und schlug dabei Michael Lozada (36-6) vorzeitig in der sechsten Runde. Im April 2011 traf er auf José Cotto (32-2), den Bruder seines ehemaligen Gegners Miguel Cotto und gewann einstimmig nach Punkten. Auch gegen den Mexikaner Orlando Lora (28-1) konnte er im Oktober 2011 einen einstimmigen Punktsieg davontragen.
Am 29. April 2012 kämpfte er gegen den ungeschlagenen Titelträger Wjatscheslaw Sentschenko (32-0, 21 K. o.) um die WBA-WM im Weltergewicht. Dabei beherrschte der 1:4 Außenseiter Malignaggi den Kampf vollkommen und besiegte den Ukrainer in dessen Heimatstadt Donezk vorzeitig in der neunten Runde. Schon im Oktober desselben Jahres bestritt er seine erste Titelverteidigung gegen den Mexikaner Pablo César Cano (25-1) und gewann durch Mehrheitsentscheidung.
Im April 2013 sollte er seinen Titel gegen Marcos Maidana (33-3) verteidigen, der Kampf kam jedoch nicht zustande. Im Juni 2013 verlor er seinen WM-Titel durch eine knappe Punktniederlage an Adrien Broner (26-0). Im Dezember 2013 setzte er sich einstimmig nach Punkten gegen Zab Judah (42-8) durch und wurde damit Titelträger der NABF.
Am 19. April 2014 boxte er in Washington um die IBF-Weltmeisterschaft im Weltergewicht gegen Shawn Porter (23-0), verlor jedoch durch t.K.o. in der vierten Runde. Im August 2015 unterlag er gegen Danny García (30-0). Im Dezember 2015 besiegte er Antonio Moscatiello (20-2). Im Juli 2016 folgte ein Sieg gegen Gabriel Bracero (24-2).
Am 4. März 2017 verlor er in London durch K. o. gegen Sam Eggington (19-3).